# 張清潔
張清潔（1945年9月6日—1966年9月20日），中華人民共和國福建省南安縣大嶝島人，受中共特種訓練後派遣入台，利用大饑荒難民潮以投奔自由名義駕木船進入金門，經情報局吸收為儲訓隊員，因搶奪財物及有逃亡偷渡出境進入香港意圖而遭交付感化三年，1966年7月5日自仁教所越獄逃亡，與李兆基結夥搶劫計程車殺害司機，被判處死刑，1966年9月20日於安坑刑場執行槍決。

## 生平
張清潔，中華人民共和國福建省南安縣大嶝島人，小學畢業，1959年中國進入大饑荒時期，張清潔獲悉張火爐、張水本有投奔金門意圖後向公安檢舉，中共當局欲藉此機會滲透，將張清潔吸收加入共青團，並令張清潔接受爆破、射擊等特種訓練，伺機讓張清潔混入逃亡難民中進入台灣，1961年5月31日，張清潔與張火爐、張水本駕小木船從大嶝島划向金門投奔自由，1962年4月經情報局吸收為儲訓大隊成功隊支中尉薪隊員，在訓期間屢屢藉詞不唱國歌不呼口號，並因搶奪財物及有逃亡偷渡出境進入香港意圖而遭交付感化三年，送台北土城仁教所施行感化教育。

1966年7月5日與感化犯李兆基自仁教所越獄逃亡，在陽明山偷了自行車後沿山路逃往內湖金龍寺附近，搶奪計程車財物後並將司機以草繩勒斃加以殺害，將車輛推入草叢，竟將判決書遺留在車內成為重要證據，最後遭到警方逮捕，被判處死刑，1966年9月20日於安坑刑場執行槍決。

### 紀念
2013年10月 北京西山國家森林公園的無名英雄廣場上立有無名英雄紀念碑，為紀念來台灣在1950年代被處決「隱避戰線烈士」而設立。張清潔銘刻於紀念碑上。